# Mopra 22-m Telescope
Le MOPRA 22-m Telescope est un radiotélescope d'observation millimétrique. Il est géré conjointement par l'Australia Telescope National Facility (ATNF) et par l'Université de la Nouvelle-Galles du Sud (UNSW).
Cette antenne est située en Australie, Nouvelle-Galles du Sud, près de Coonabarabran à une altitude de 1 200 mètres et complète de manière autonome le dispositif de l'Australia Telescope Compact Array (ATCA).

## Caractéristiques
Cet instrument d'observation, est constitué d'une antenne parabolique de 22 mètres de diamètre. Celui-ci est capable d'étudier des émissions dont la longueur d'onde varie entre 2,6 mm et 20 cm.
Au pied de celui-ci, une antenne de 4,5 m de diamètre est également présente. Celle-ci fait des mesures par holographie.